# Руднев, Василий Филиппович
Васи́лий Фили́ппович Руднев (8 апреля 1928, Плотниково, Сибирский край — 7 февраля 2018, Санкт-Петербург) — советский и российский художник, профессор; член Союза художников СССР, народный художник России (2009).

## Биография
Окончил Ленинградскую среднюю художественную школу.
С 1 сентября 1949 года обучался на живописном факультете Ленинградского государственного академического института живописи, скульптуры и архитектуры имени И. Е. Репина под руководством Б. В. Иогансона. В 1955 году защитил на отлично дипломную работу «Передвижная выставка в колхозе», получив квалификацию художника живописи.
Длительное время в качестве профессора преподавал в ВАХ (мастерская В. В. Соколова).
5 апреля 2009 года получил звание народного художника России.
Скончался 7 февраля 2018 года. 11 февраля, в воскресенье, в 13:00, в часовне святителя Тихона на Южном кладбище Санкт-Петербурга состоялось отпевание почившего.

## Творчество

### Выставки
- «Советская Россия» (1960, Москва)[5]